# Contea di Chongming
La contea di Chongming (崇明縣T, 崇明县S, Chóngmíng XiànP) è un'isola vicino a Shanghai, la contea di Chongming comprende anche 2 altre piccole isole vicino a Pudong, a Chongming sorgerà una città eco sostenibile, la città si chiamerà Dongtan o in inglese Ecocity. La città sarà Hi-tech e ci saranno anche dei grattacieli. La copia uguale della zona verde di Manhattan.